# 哈比·查蒂
哈比·查蒂（英語：Habib Chatty，1916年8月9日—1991年3月6日）是突尼西亞的一位政治家和外交官，并于1979至1984年间任伊斯兰合作组织秘书长。

## 生平
1916年8月9日，哈比·查蒂在突尼斯姆萨肯出生，并于1930年代开始了他的记者生涯，成为了Assabah的记者。
1955年，在塔哈尔·本·阿马尔担任总理时，哈比·查蒂被任命为政府首席信息官，并于1972年成为了哈比卜·布尔吉巴的幕僚长。在1974至1977年间任外交部长。
1979至1984年间任伊斯兰合作组织秘书长。
1991年3月6日，哈比·查蒂在巴黎离世。